# Marchandiobasidium aurantiacum
Marchandiobasidium aurantiacum är en svampart som beskrevs av Diederich & Schultheis 2003. Marchandiobasidium aurantiacum ingår i släktet Marchandiobasidium och familjen Corticiaceae.  Arten är reproducerande i Sverige. Inga underarter finns listade i Catalogue of Life.